# World’s End (Südliche Shetlandinseln)
World’s End (englisch für Ende der Welt, polnisch Przylądek Na Końcu Świata ‚Kap am Ende der Welt‘) ist ein großer, 100 m hoher Brandungspfeiler im Archipel der Südlichen Shetlandinseln. Er ragt vor dem nördlichen Ausläufer von Ridley Island in der Drakestraße auf.
Polnische Wissenschaftler benannten ihn 1984.